# Baia di Elliott
La baia di Elliott è una porzione del bacino centrale dello stretto di Puget compresa nella bioregione di Cascadia. È situata nello Stato americano di Washington e si estende in direzione sud-est tra West Point (nord) e Alki Point (sud). Seattle fu fondata su questo specchio d'acqua nel 1850 e da quel momento si è espansa fino a circondarlo interamente. La via navigabile che offre all'Oceano Pacifico è stata un elemento chiave dell'economia della città, consentendo al porto di Seattle di diventare uno dei porti più attivi degli Stati Uniti.

## Storia
I Duwamish vissero nei dintorni della baia di Elliott e del fiume Duwamish per migliaia di anni; avevano stabilito almeno 17 insediamenti prima dell'arrivo, negli anni '50 del XIX secolo, dei coloni bianchi. Tra i primi insediamenti bianchi vi fu quello di New York Alki da parte dei coloni del Denny Party, situato nell'attuale quartiere di Alki a West Seattle; tuttavia dopo un rigido inverno si dovettero spostare vicino all'attuale Pioneer Square, dando origine a Seattle, attraverso la baia di Elliott. Nel corso degli anni la città si è espansa per ricoprire tutto il lungomare della baia di Elliott e lo ha codificato come uno dei suoi fairway (passaggio navigabile).
La baia venne così denominata nel 1841 durante la spedizione di Wilkes, ma non si sa con certezza a quale dei membri della spedizione si debba attribuire il nome: il cappellano della nave Jared Elliott, il mozzo George Elliott o il guardiamarina Samuel Elliott. L'ultimo viene considerato l'omonimo più probabile. Anche il commodoro Jesse Elliott è stato considerato come possibile riferimento. La zona venne comunque chiamata anche "baia Duwamish e porto di Seattle" (Duwamish Bay and Seattle Harbor), fino a che, nel 1895, il Board of Geographic Names degli Stati Uniti la denominò ufficialmente "baia di Elliott". 

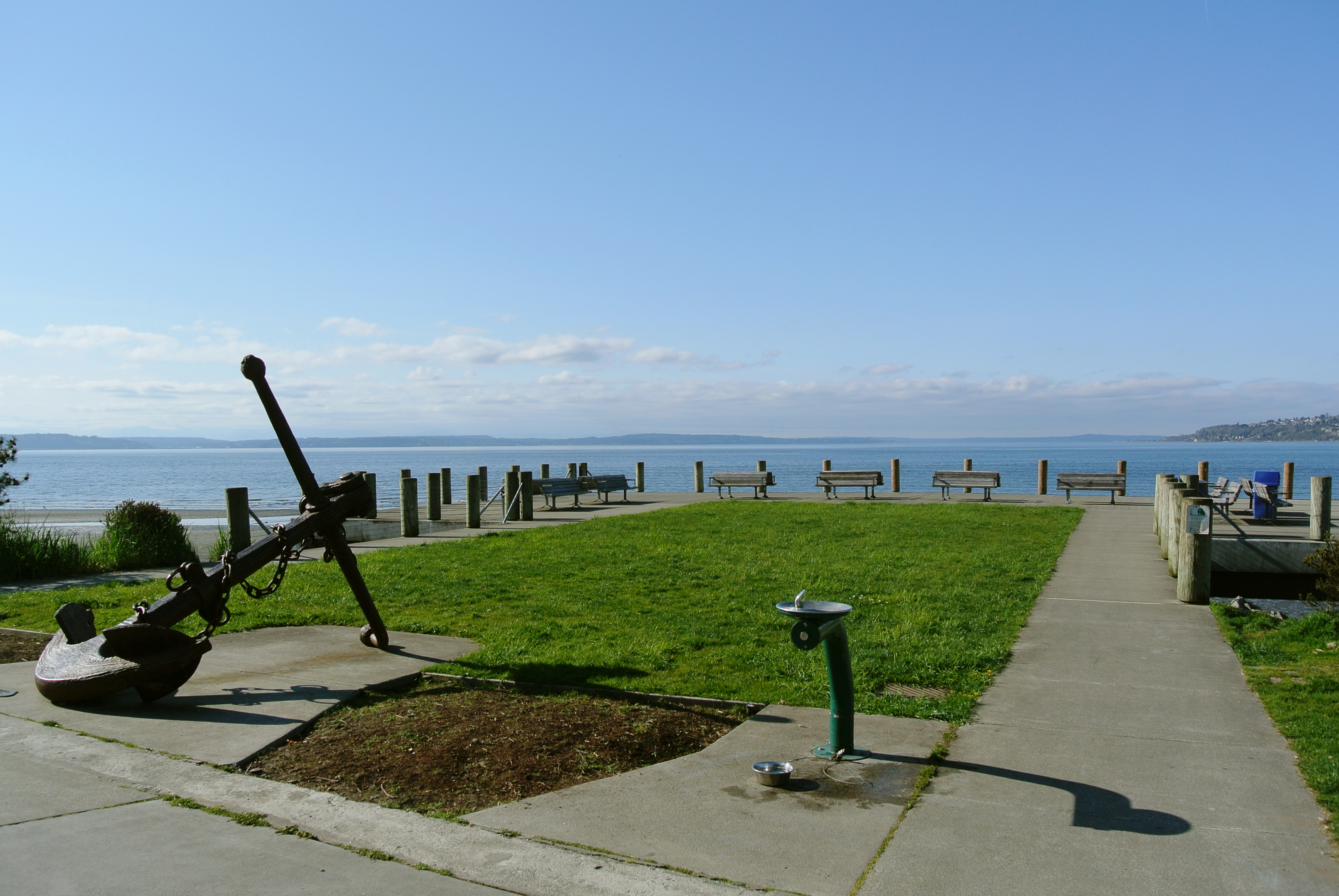
Punta Duwamish, West Seattle

Una leggenda locale afferma che la flotta di battelli dello stretto di Puget (Puget Sound Mosquito Fleet), che ebbe il massimo sviluppo all'inizio del XX secolo, fu denominata in questo modo da un abitante di Seattle che, affacciandosi sulla baia di Elliott, constatò che l'attività potesse somigliare a quella delle zanzare. Nella baia si verificarono due importanti incidenti legati alla attività della "Mosquito Fleet": quello del Dix, che affondò nel 1906 provocando la morte di decine di persone, e quello del Multnomah, nel 1911. Questi servizi commerciali per passeggeri scomparvero non appena le automobili e i traghetti presero il sopravvento. 
Nel 2002 l'ultimo esemplare sopravvissuto del Boeing 307 cadde nella baia di Elliott durante un ultimo volo di prova dall'aeroporto di Boeing Field a Everett. Il velivolo, denominato Flying Cloud, era stato oggetto di un restauro della durata di otto anni ed era destinato a essere esposto al National Air and Space Museum di Washington. Nonostante l'incidente, l'aereo è stato nuovamente restaurato, ha volato fino al museo e vi è ora esposto.

## Caratteristiche

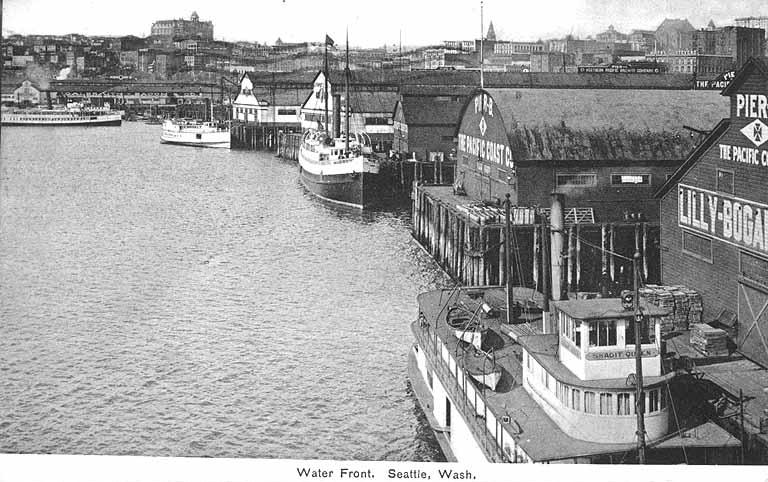
La baia di Elliott e il lungomare di Seattle, guardando verso nord dalla banchina di ormeggio della Pacific Coast Co. (1907)

West Point e Alki Point sono i promontori dello stretto di Puget, riconosciuti rispettivamente come ingressi nord e sud della baia di Elliott. Una linea tracciata tra questi due punti delimita la baia a est dal canale aperto a ovest. Per essere più precisi, la baia che si trova a est è stata definita da una linea tracciata partendo da nord da punta Duwamish verso Magnolia Bluff. Il fiume Duwamish sfocia nella parte sud-orientale della baia. Quest'area è stata ampiamente modificata dallo sviluppo umano nel XX secolo per incanalare il fiume e riempire le piane di marea per creare l'isola di Harbor, che una volta era la più grande isola artificiale del mondo. A ovest del delta del fiume, la terra si protende verso nord nella baia di punta Duwamish. A est correndo in direzione nord/nord-ovest, si trova il cuore di Seattle, la diga Alaska Way, il lungomare centrale (Central Waterfront) e la baia Smith (Smith Cove). 
La baia di Elliott è la sede del porto di Seattle, che nel 2002 è stato il 9º tra i porti più attivi degli Stati Uniti per traffico di container TEU e il 46º più attivi del mondo. Negli anni 2000 gli affari riguardanti le navi da crociera, verso l'Alaska, sono diventati sempre più considerevoli. La baia ospita anche il molo Colman, il principale terminal di Seattle per il sistema di traghetti dello Stato, il più grande del paese. Le partenze principali partono da Seattle per l'isola di Bainbridge e Bremerton. La rotta Seattle-Winslow (isola di Bainbridge) è quella più utilizzata per numero di veicoli e passeggeri trasportati dal sistema di traghetti statale. L'idrotaxi della contea di King, uno dei traghetti per passeggeri, attraversa la baia collegando Downtown Seattle con West Seattle (molo Seacrest) e l'isola di Vashon.

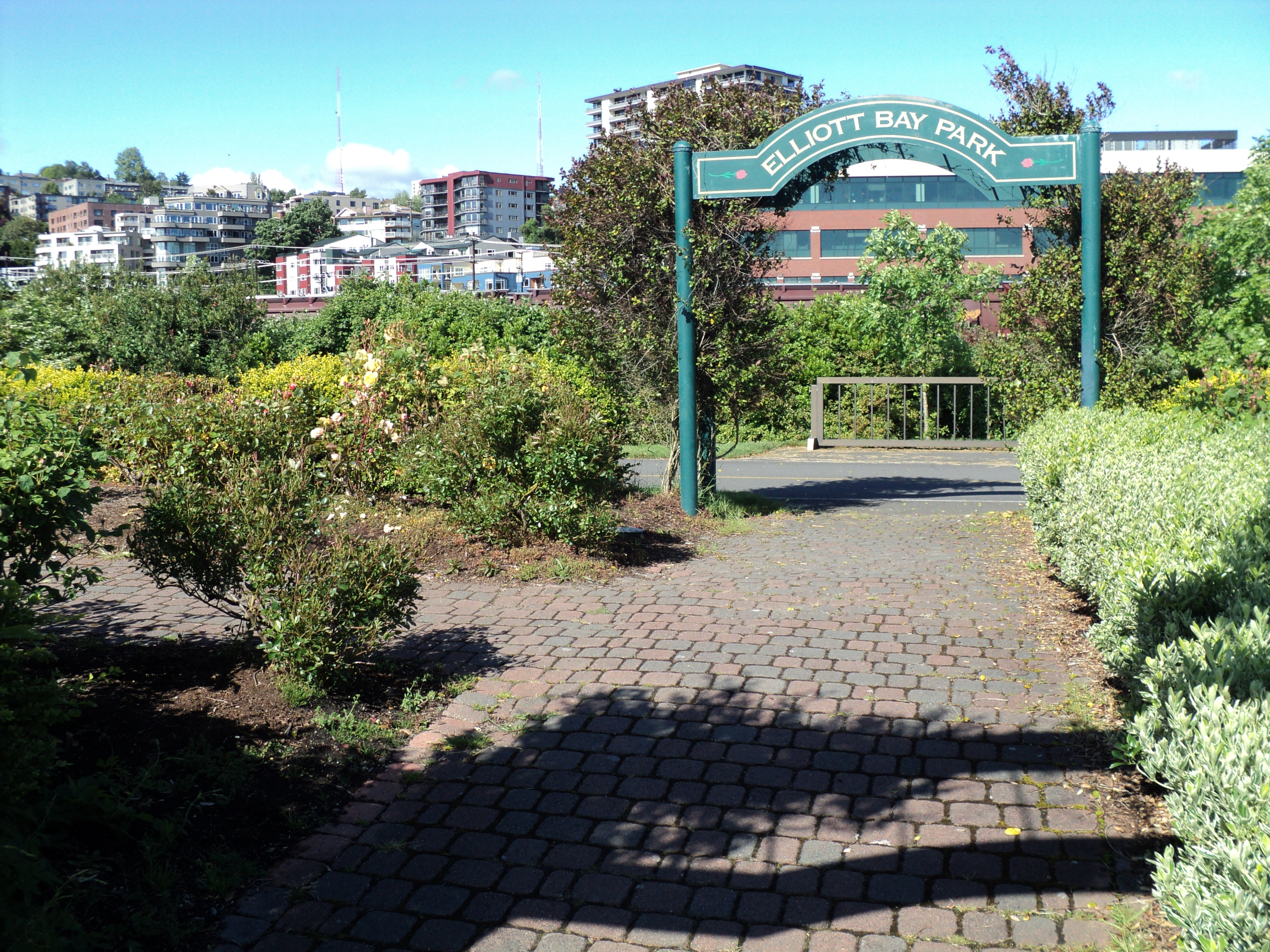
Il parco della baia di Elliott sul lungomare, a Downtown Seattle

Ci sono due porti turistici nella baia di Elliott. Il più grande di questi è l'Elliott Bay Marina, di proprietà privata, nei quartieri Magnolia/Interbay della baia Smith, con 1 200 scivoli. Bell Harbor Marina, gestito dal porto di Seattle, è situato sul lungomare centrale lungo Belltown. Qui possono essere ormeggiate fino a 70 imbarcazioni.
Numerosi moli si dipanano nella baia, soprattutto lungo il lungomare centrale di Seattle. I moli 57 e 59 sono allestiti a uso turistico, in cui è possibile trovare la grande ruota di Seattle (Seattle Great Wheel) e l'acquario di Seattle. Sul molo 67 si trova l'hotel Edgewater. Il molo 86 è un importante terminal marittimo gestito dal gruppo Louis Dreyfus. Il grano viene caricato su navi mercantili ancorate attraversando l'Elliott Bay Trail e uno stretto parco costiero, che ospita anche un molo pubblico per la pesca vicino alla baia Smith. All'interno della baia si trova il terminal 91, che negli anni è stato utilizzato per diverse mansioni, incluso lo stoccaggio di automobili e pesci importati, e recentemente è diventato un molo per le navi da crociera dell'Alaska. A sud, nel parco di Seacrest di West Seattle, è situato un altro molo pubblico per la pesca e un sito per immersioni . 
La baia è stata spesso citata dai media come principale punto di interesse geografico di Seattle. The Real World: Seattle, la stagione della serie del reality di MTV del 1998, è stata girata sul molo 70 della baia. Le immaginarie torri della baia di Elliott, la casa di Frasier Crane nella serie TV Frasier, prendono il nome dalla baia. Nella stagione 3 del film poliziesco ambientato a Seattle The Killing, il sospettato Ray Seward viene incarcerato nel penitenziario immaginario della baia di Elliott. Una mappa semplificata della baia di Elliott viene utilizzata come icona "Mappe" nel sistema operativo per smartphone Windows Phone 7 di Microsoft. Microsoft ha la propria sede nell'area metropolitana di Seattle. 

## Ecologia
La baia di Elliott è stata al centro di preoccupazioni ambientali. Lo sviluppo urbano e industriale lungo le sue spiagge e sulle rive del fiume Duwamish, da cui si accede alla baia, ha suscitato preoccupazione per i livelli di inquinanti che vengono versati in acqua. Sulla costa meridionale ci sono due aree del programma statale di bonifica "Superfund": l'isola di Harbor e l'antica sede della Lockheed West Seattle. Sono state individuate diverse altre aree per la pulizia, fra cui quella del Pacific Sound Resources, e altre lungo il Duwamish inferiore. 
Il lungomare del centro offre un habitat povero per i giovani salmoni che migrano dal fiume Duwamish, a causa dell'ombra sotto i moli e della scarsità di cibo lungo la diga verticale (Alaskan Way Seawall). Il progetto di riqualificazione delle dighe mira a migliorare l'habitat, installando strutture sottomarine per creare fondali nei quali i salmoni possano trovare cibo e mattoni in vetrocemento sul marciapiede (a sbalzo sulla baia), in modo che la luce del sole possa illuminare anche i fondali dei moli.